# Värmdövägen
En annan Värmdövägen finns i Värmdö kommun, se länsväg 274.

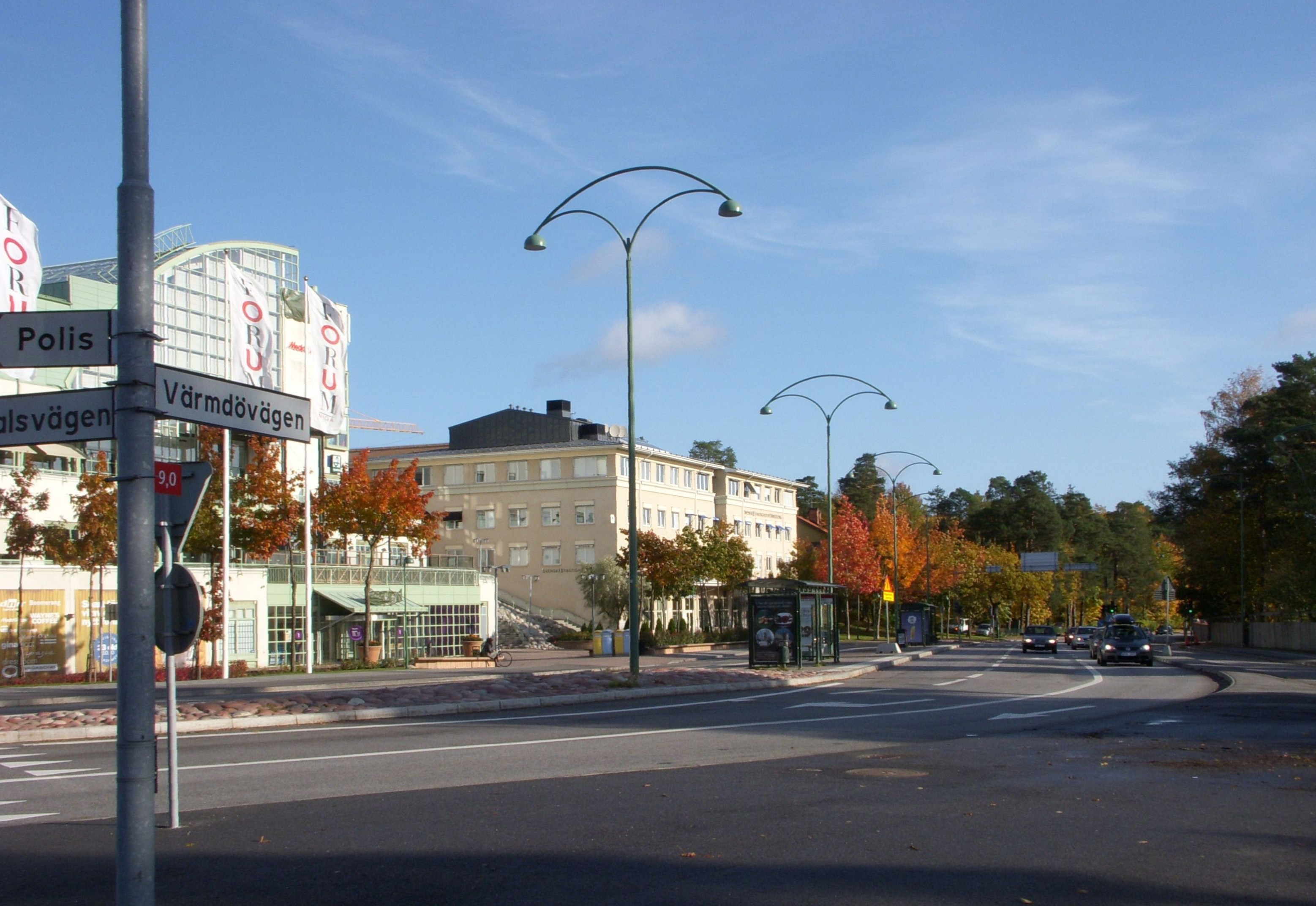
Värmdövägen i höjd med Nacka Forum.

Värmdövägen är en väg i Stockholms och Nacka kommuner. Vägen går från Stockholms innerstad genom Nacka nästan ända fram till Värmdö kommun.

## Sträckning

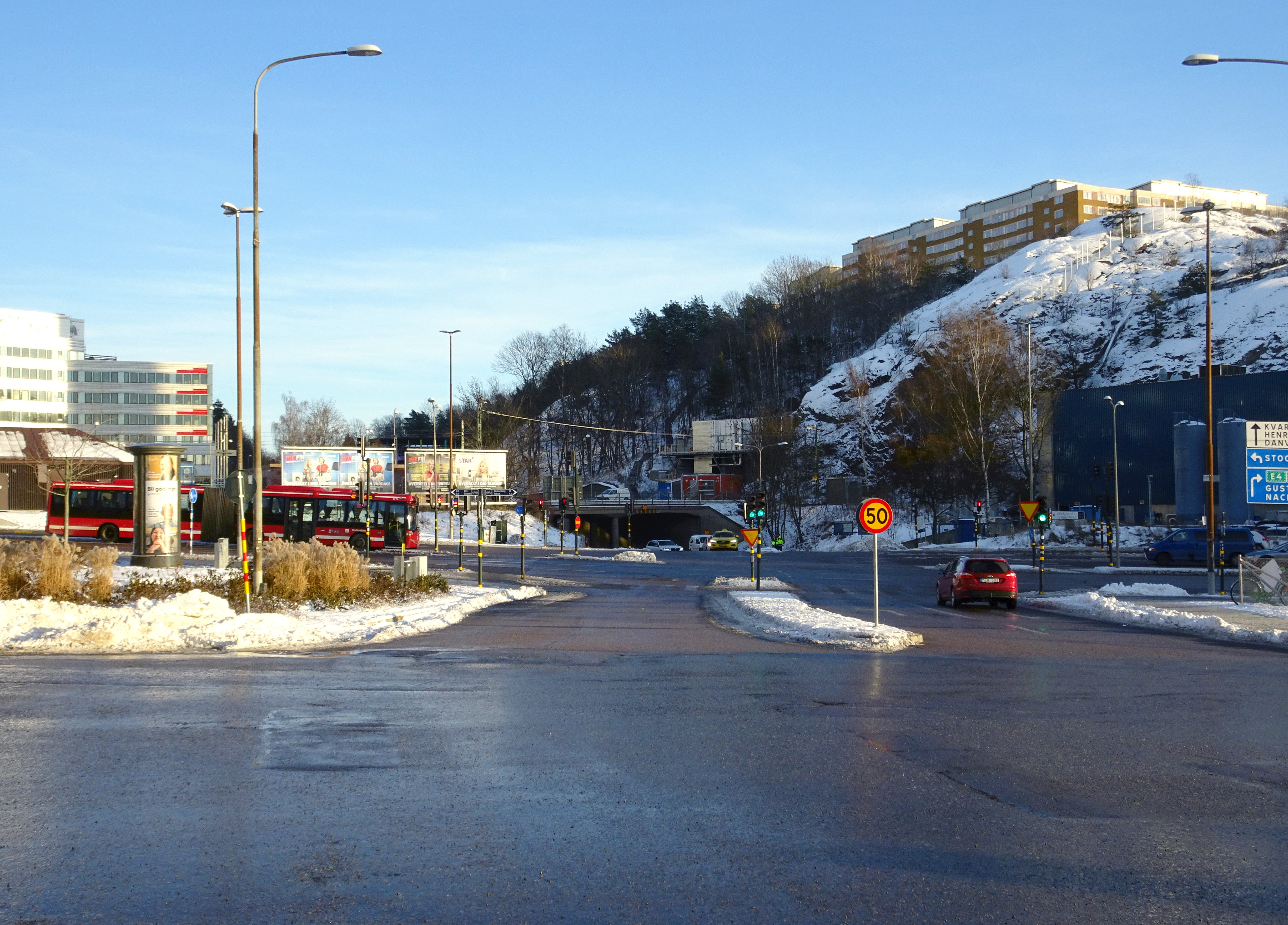
Värmdövägen vid Henriksdals trafikplats.

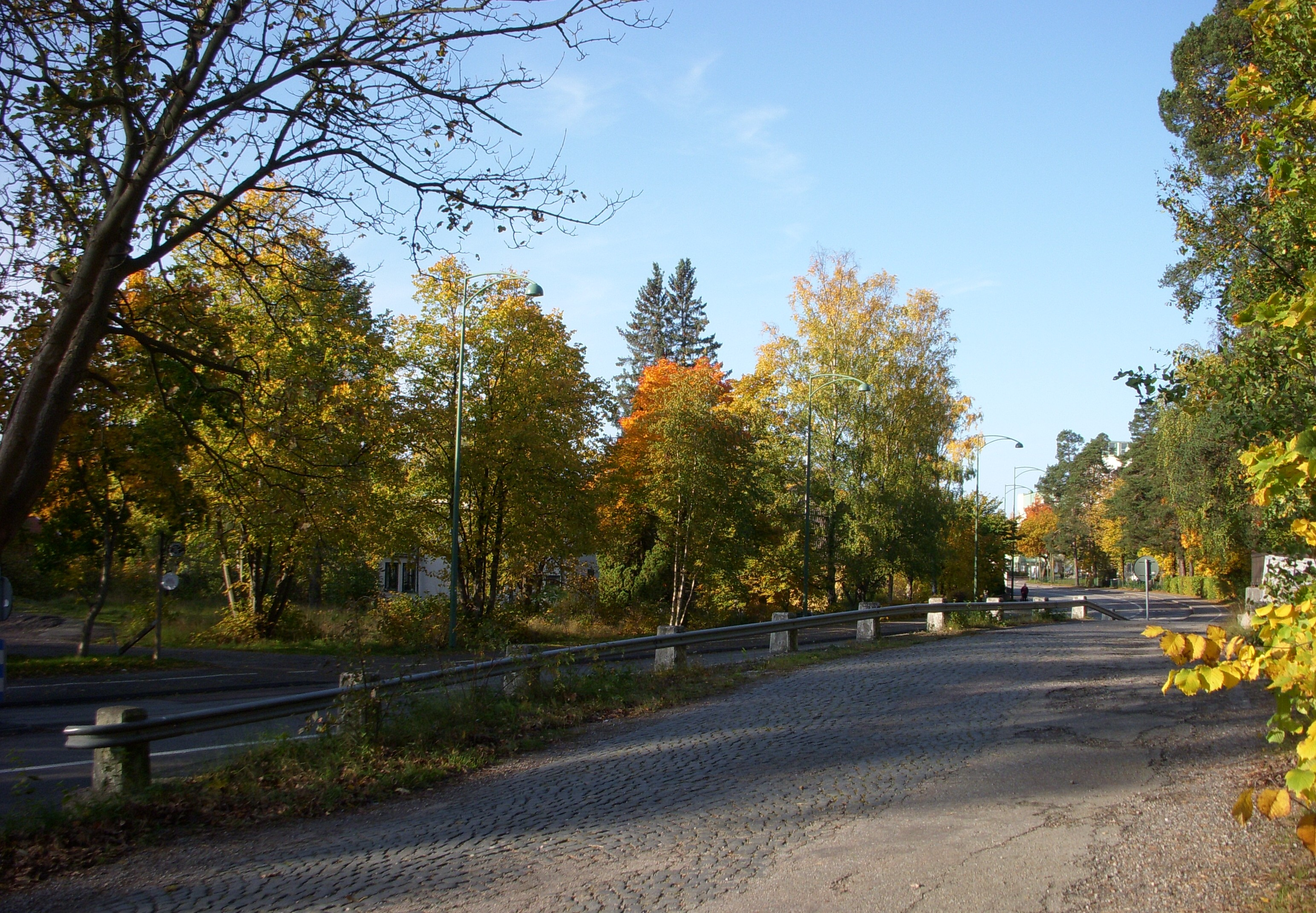
Värmdövägen med en del av gamla vägen.

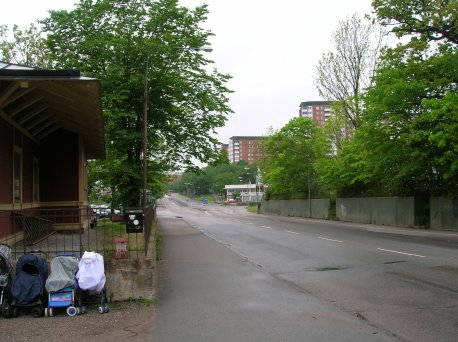
Värmdövägen vid Nacka station.

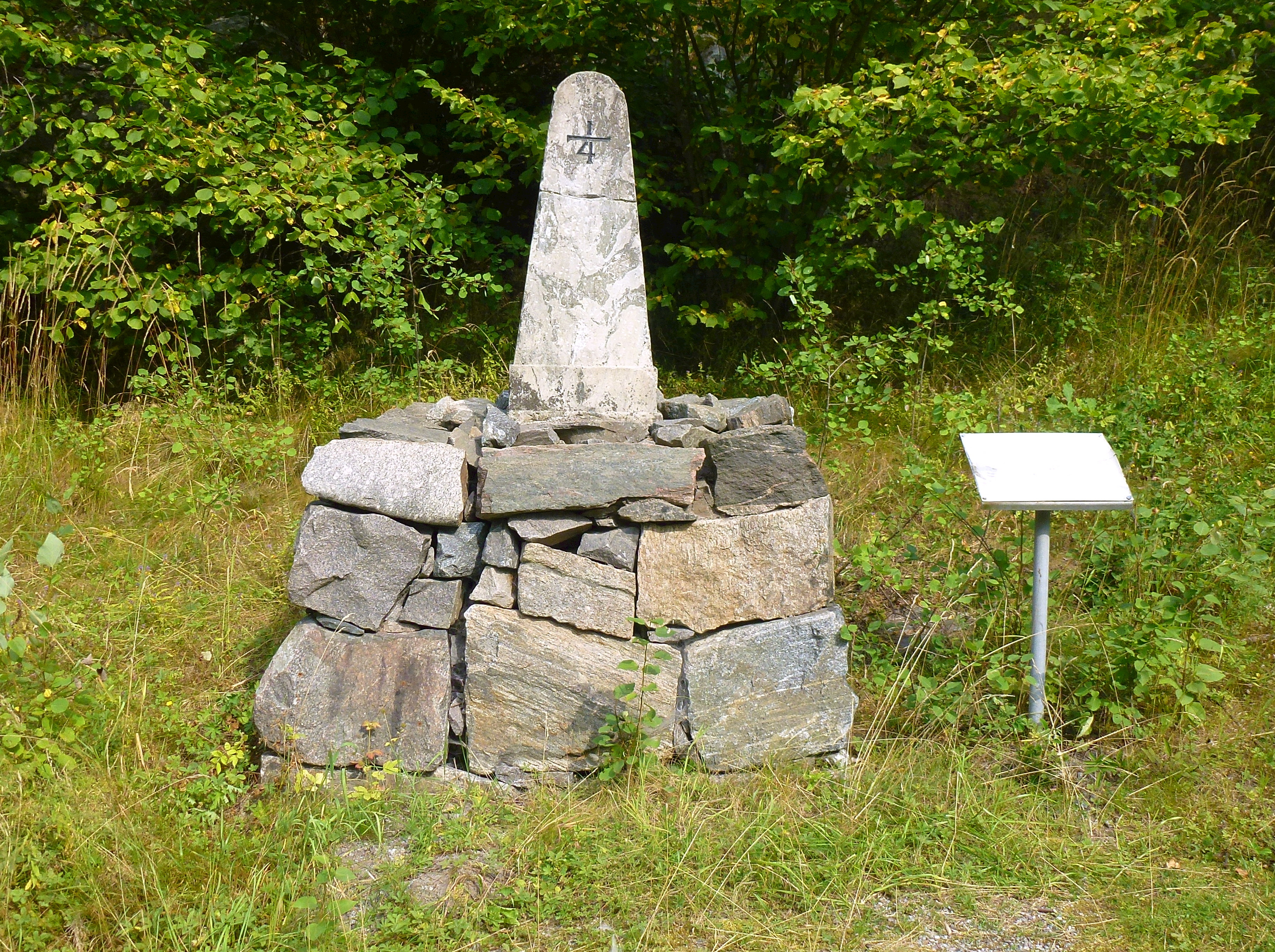
Fjärdingsmilstolpe vid Värmdövägen i Kil.

I Stockholm börjar Värmdövägen vid Danviksbron, passerar Henriksdals trafikplats och går i en vid sväng runt Henriksdalsberget till Lugnets trafikplats.
Vid Lugnets trafikplats börjar motorvägen mot Värmdö, namnet är då Värmdöleden. Här finns avtagsväg mot Hammarby fabriksväg. Vägen fortsätter genom Nacka förbi Alphyddan, Finntorp, Järla och Nacka Forum där Vikdalsvägen mot Nacka Strand finns.
Vägen fortsätter via Storängen (avfart till Saltsjöbadsleden), Skogalund och Ektorp och ansluter sedan till Värmdöleden vid Skuru trafikplats. Den fortsätter över Skurubron och sedan förbi Kilsviken och Insjön. Den ansluter sedan till Gamla Skärgårdsvägen som går in i Värmdö kommun och fortsätter till Gustavsberg. Sträckan är 17 kilometer lång
Sträckan Danvikstull-Lugnets trafikplats är del av länsväg 260 och sidogren av länsväg 222
På Värmdövägen 19 ligger Henriksdals station, på nummer 21 Henriksdals reningsverk. Det högsta gatunumret är 950.

## Historia
Inom Stockholm har vägen tidigare haft en annan sträckning. Innan Hammarbykanalen byggdes 1920 började vägen vid Danvikstull (kv. Sommaren), gick över näset mellan Hammarby Sjö och Saltsjön förbi Danvikens Hospital, passerade väster om Danviksklippan, svängde sedan österut och in på nuvarande Kanalvägen (kallades allmänt Danviks krokar).
Vid Finntorp svängde vägen vänster uppför den branta Finntorpsbacken och följde den nuvarande Gamla Värmdövägen.
Fram till första världskriget var vägen i stort sett bara en smal grusväg, bredden växlade mellan 3 och 4 meter. Vägen diskuterades många gånger i kommunstyrelsen, bland annat vid ett möte den 25 mars 1912 då kommunstyrelsen bestämde att vägen skulle breddas till 6 meter och vägen skulle dras söder om Nacka kyrka utmed Saltsjöbanan. Kyrkogården vid Nacka kyrka fick släppa till mark när man dragit vägen över den marken.
Under krigsåren breddades vägen i samband med att man ordnade s.k. nödhjälpsarbeten, först till 8 meters bredd och man passade även på att räta ut vägen. Under 1930-talet breddades vägen till 12-15 meter. Men trafiken ökade hela tiden så man blev aldrig av med köerna.
Innan Värmdöleden byggdes fanns här långa köer vid de större helgerna. På 1960-talet kunde det ta tre timmar att ta sig från Stockholm ut till sommarstugorna i skärgården. För att underlätta använde man sig av s.k. filvändning, d.v.s på morgonen användes två filer för trafik mot Stockholm och en mot Nacka, och på eftermiddagarna bytte man om så att två filer gick mot Nacka. 
Värmdöleden började byggas som motorväg 1965.

## Intressanta byggnader
- Värmdövägen 176: Storängens Samskola
- Värmdövägen 199: Villa Hallström
- Värmdövägen 201: Villa Yngve Larsson
- Värmdövägen 205: Villa Pauli
- Värmdövägen 209: Villa Sandberg
- Värmdövägen 215: Villa Bergh